# Complesso parrocchiale di Plougonven

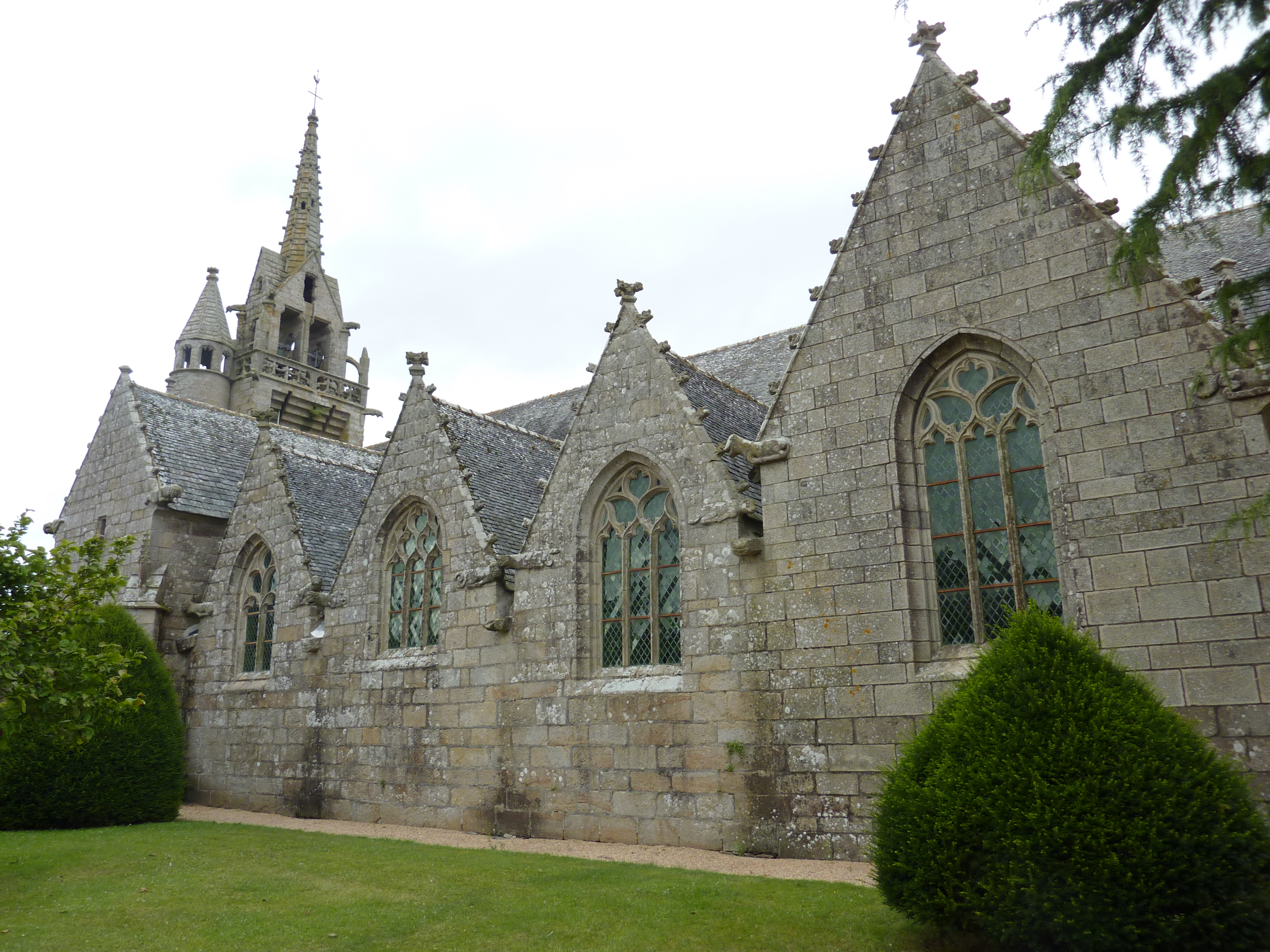
La facciata sud della chiesa di Sant'Ivo

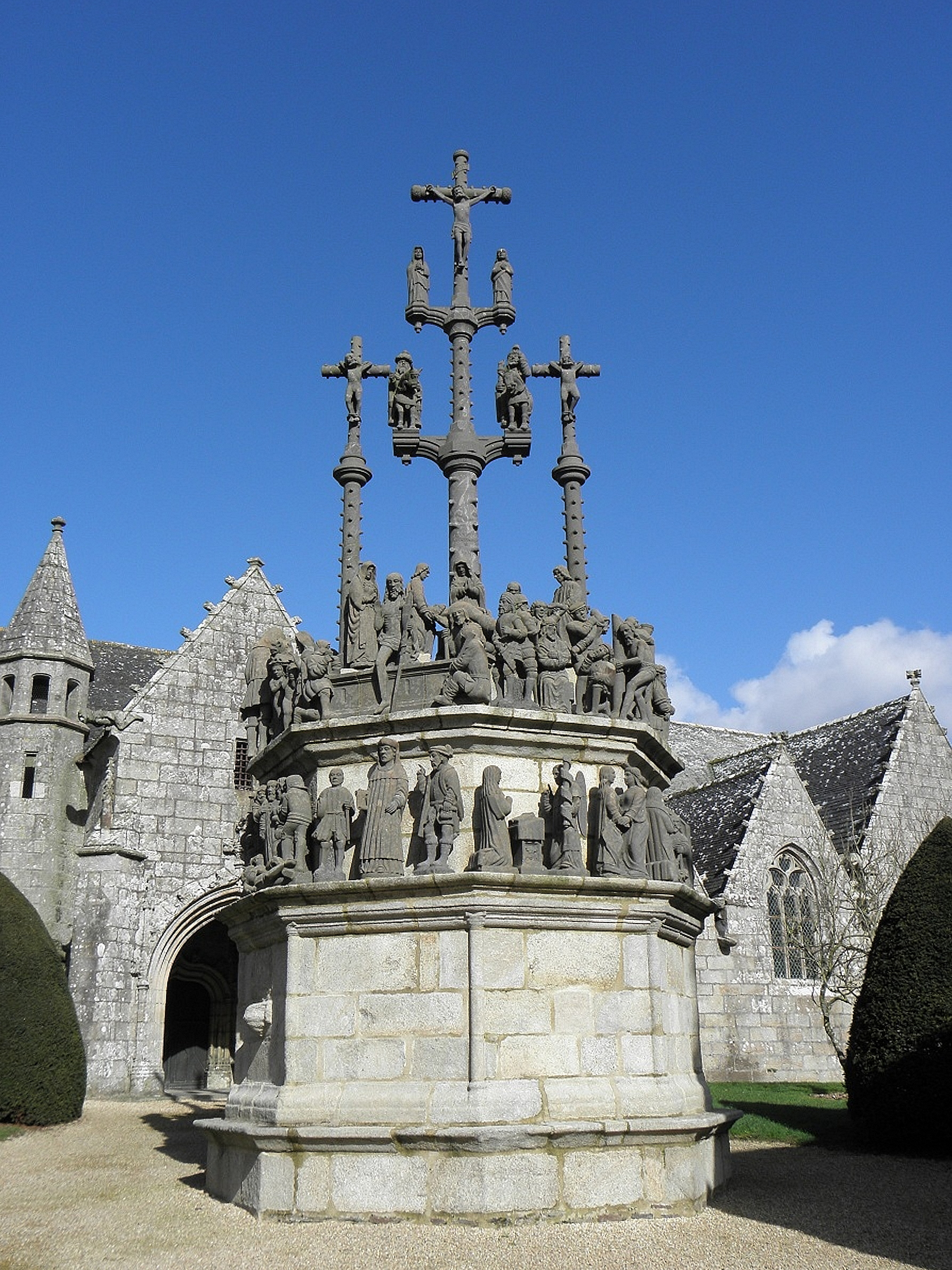
Il calvario del complesso parrocchiale di Plougonven

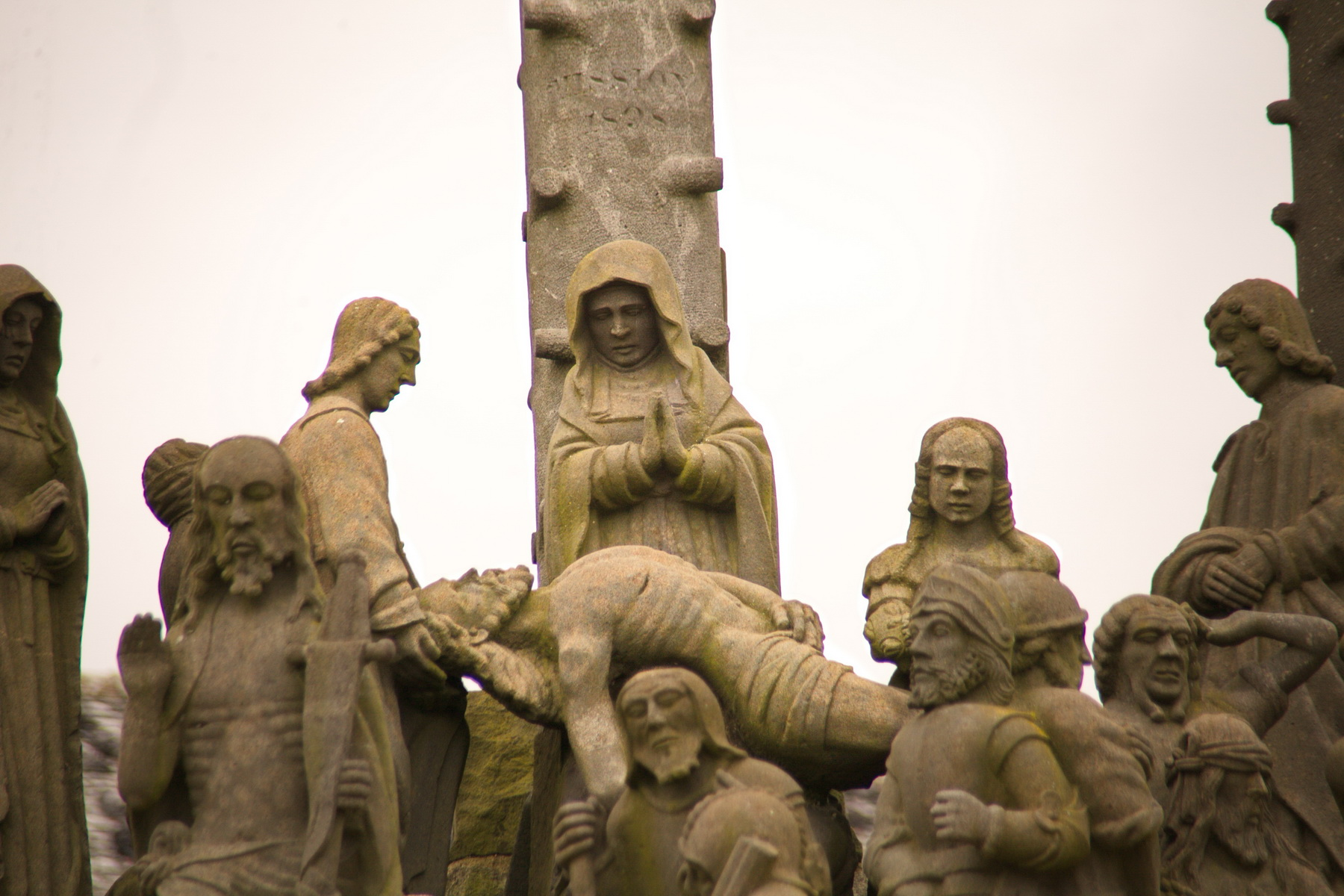
Particolare del calvario di Plougonven

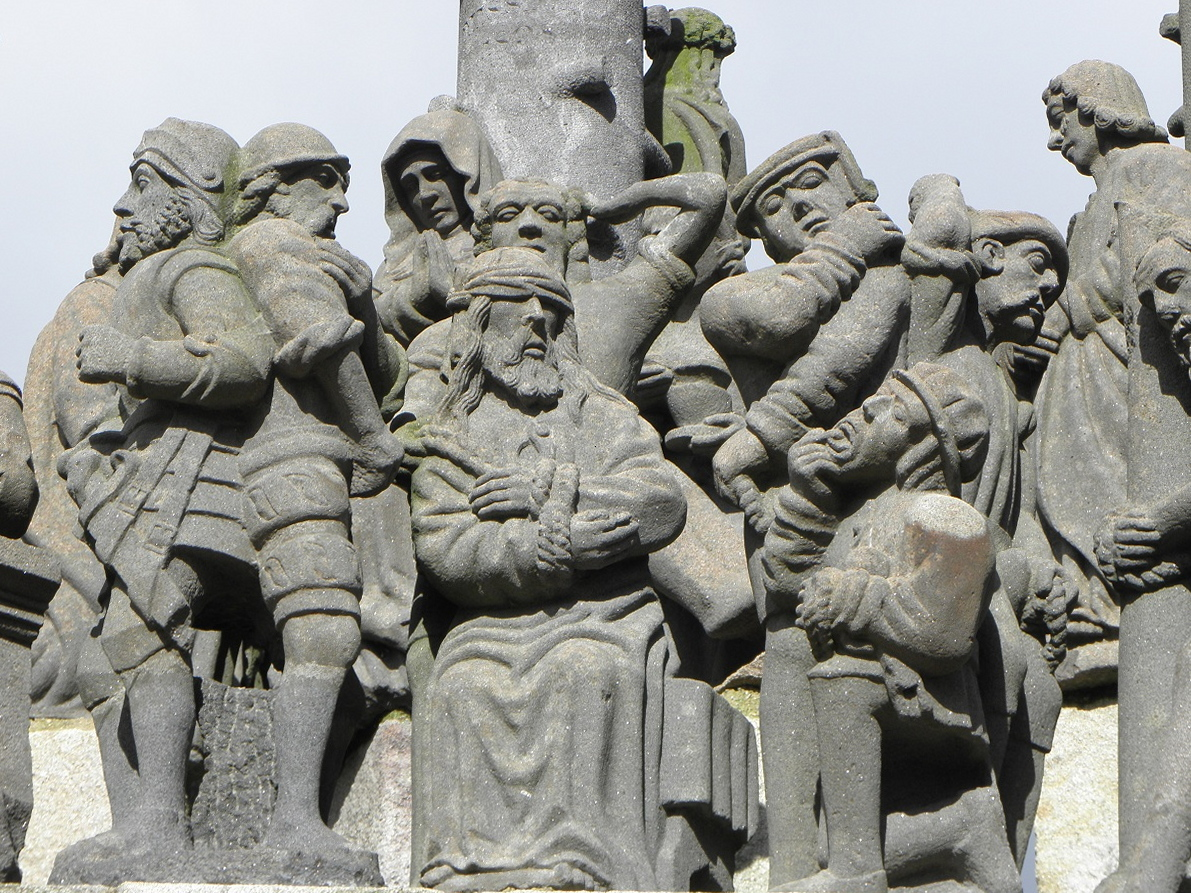
Particolare del calvario di Plougonven

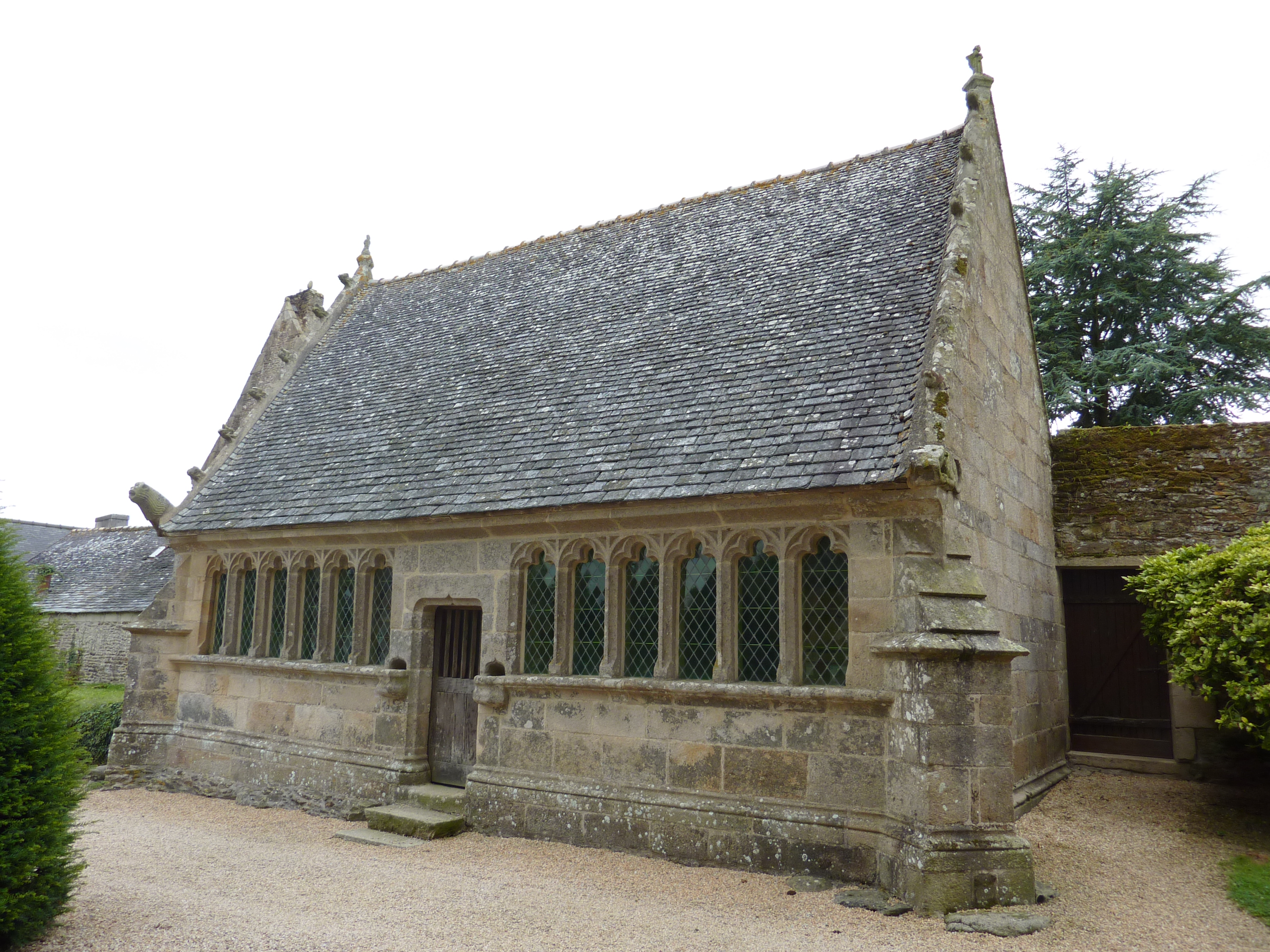
La cappella funeraria

Il complesso (o recinto) parrocchiale di Plougonven (in francese: enclos paroissial de Plougonven) è un tipico complesso parrocchiale (enclos paroissial) bretone, che si trova nella località di Plougonven, nella provincia storica del Trégor (dipartimento del Finistère), e che è stato realizzato tra il XV e il XVIII secolo
Principali elementi costitutivi del complesso sono una chiesa dedicata a Sant'Ivo di Kermartin e risalente al 1507-1523 e un monumentale calvario risalente al 1554 (è uno dei più antichi della Bretagna)
Il complesso è classificato come monumento storico.

## Chiesa

### Storia
La chiesa del complesso parrocchiale di Plougonven fu costruita tra il 1507  e il 1523  in stile gotico fiammeggiante probabilmente su progetto dell'architetto Philippe Beaumanoir.
Il 19 dicembre 1913 fu classificata come monumento storico.
Nella notte del 1º maggio 1930 fu seriamente danneggiata da un incendio e ne rimasero soltanto il campanile e alcune mura. Fu però in seguito ricostruita.

### Descrizione

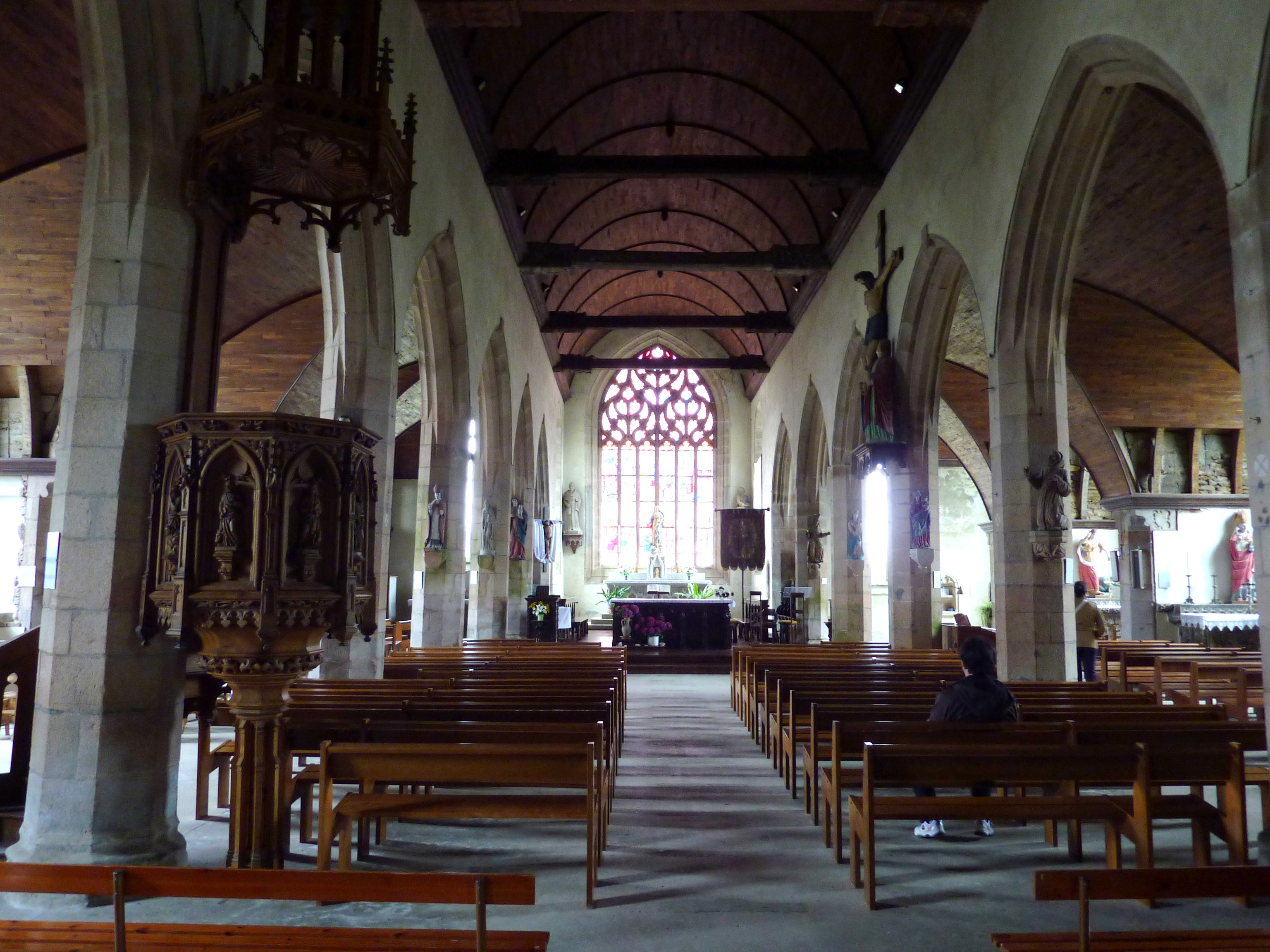
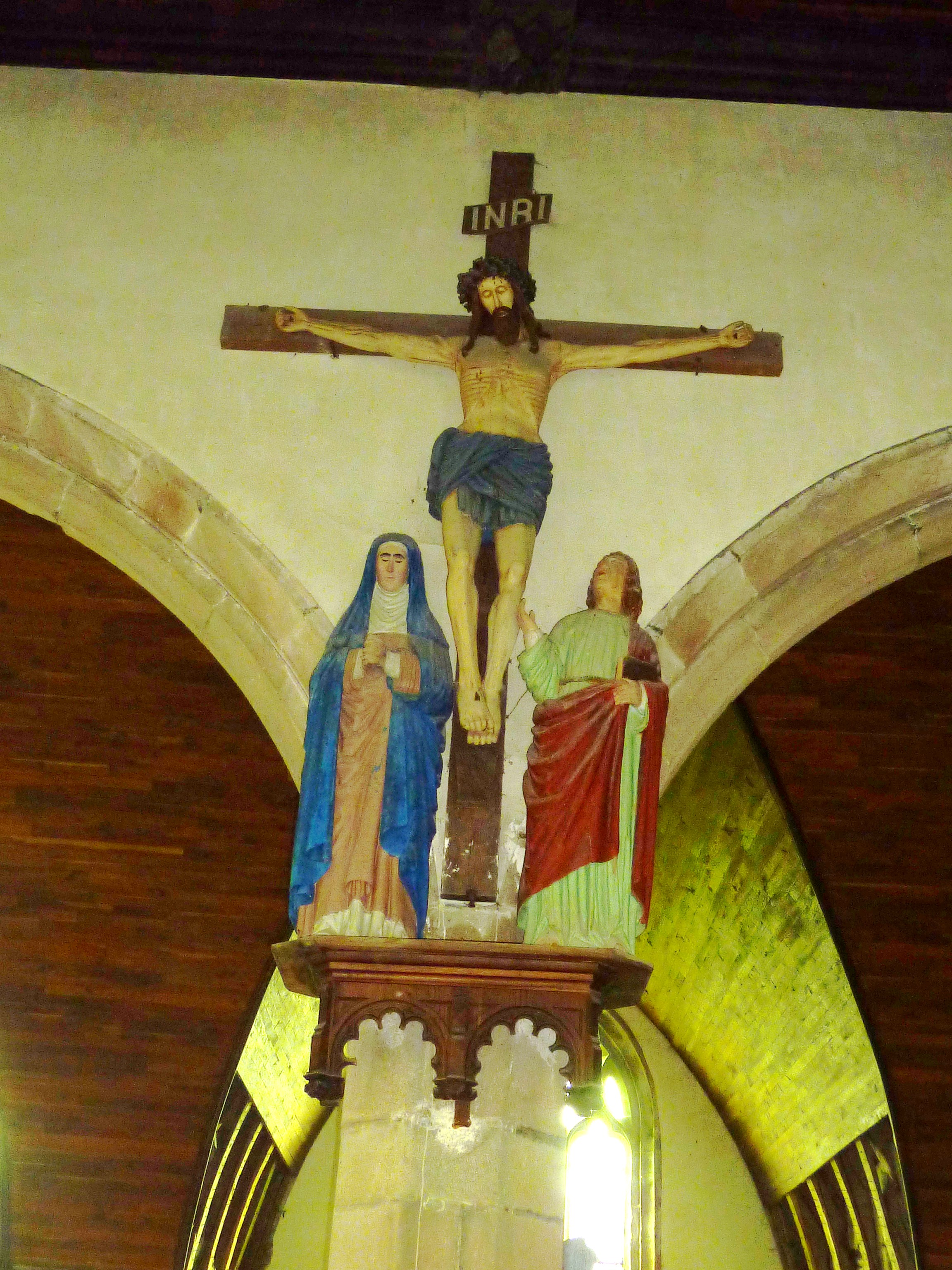
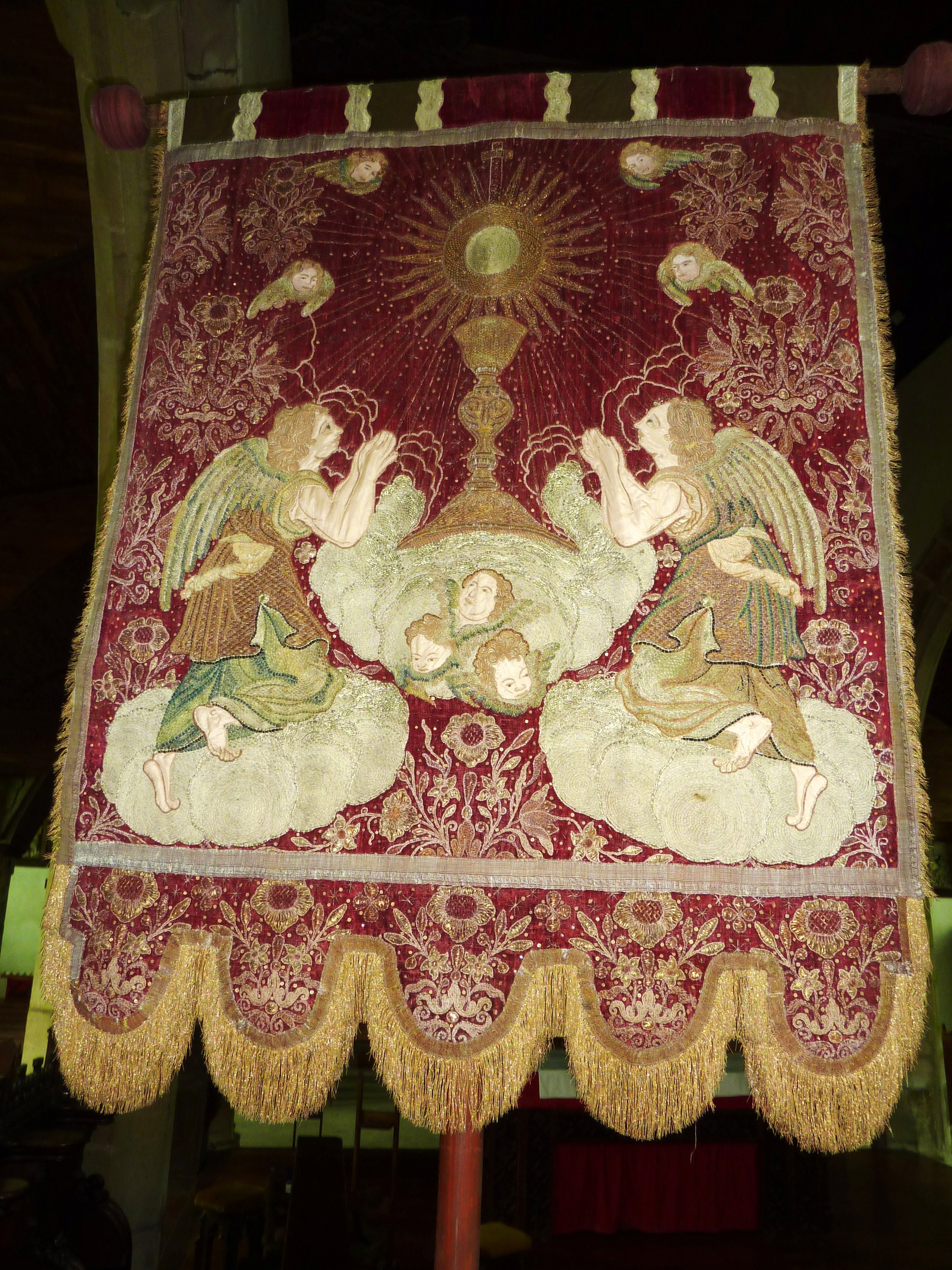

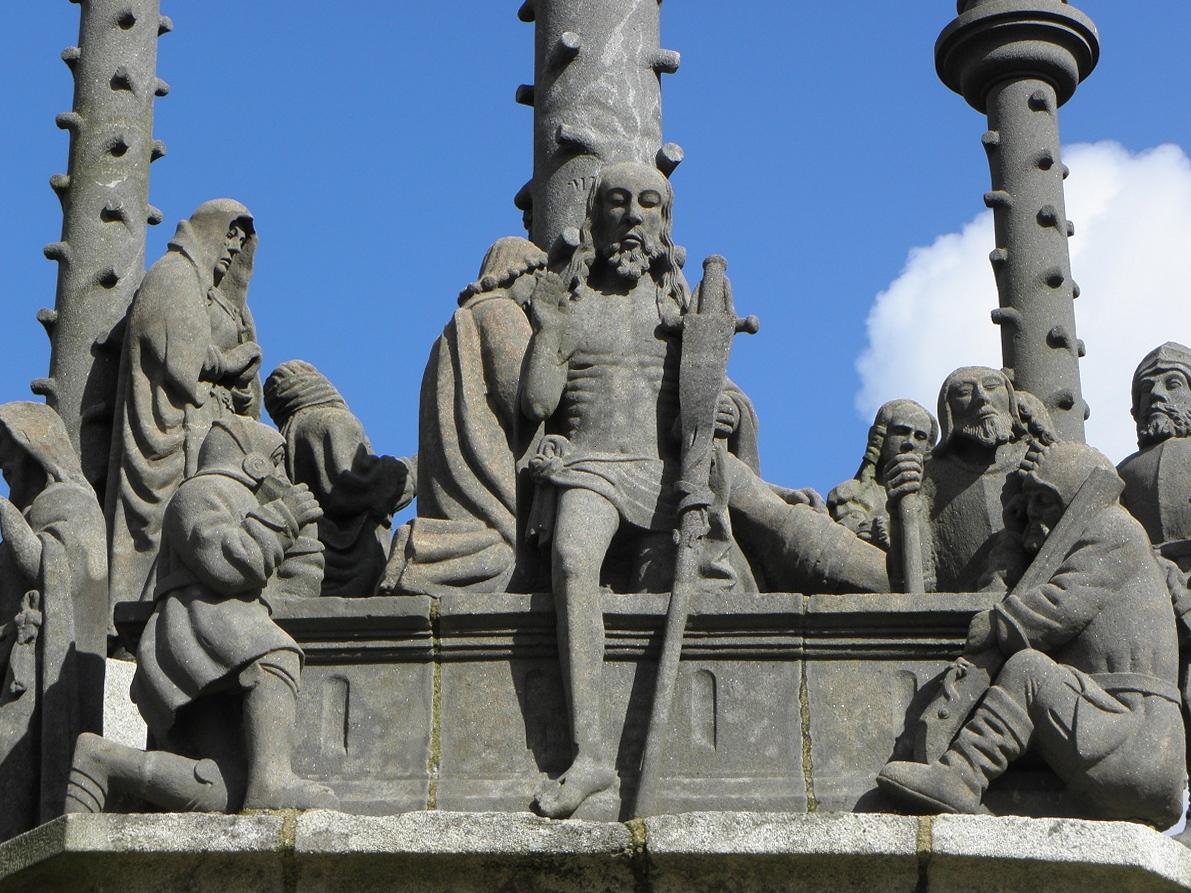
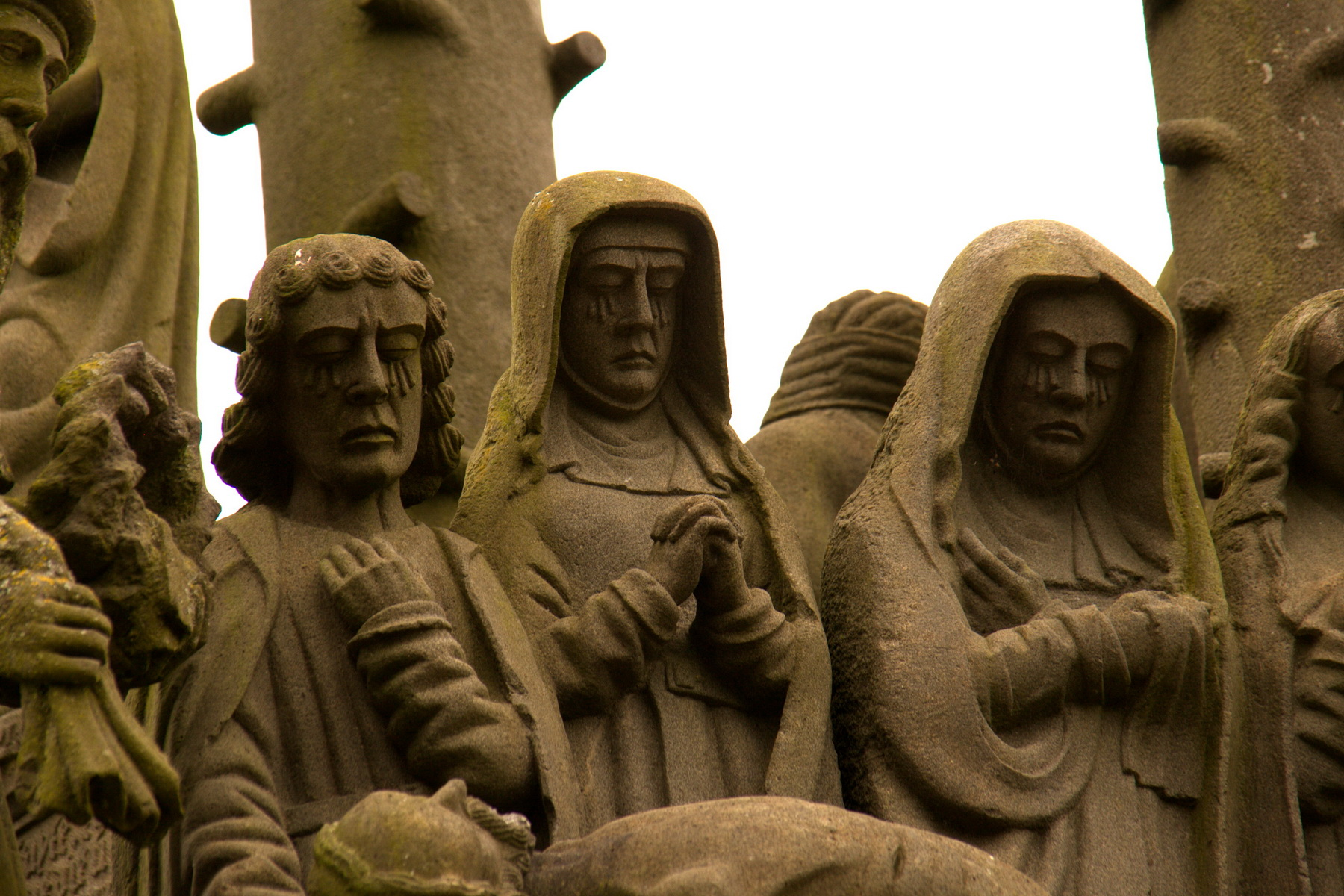
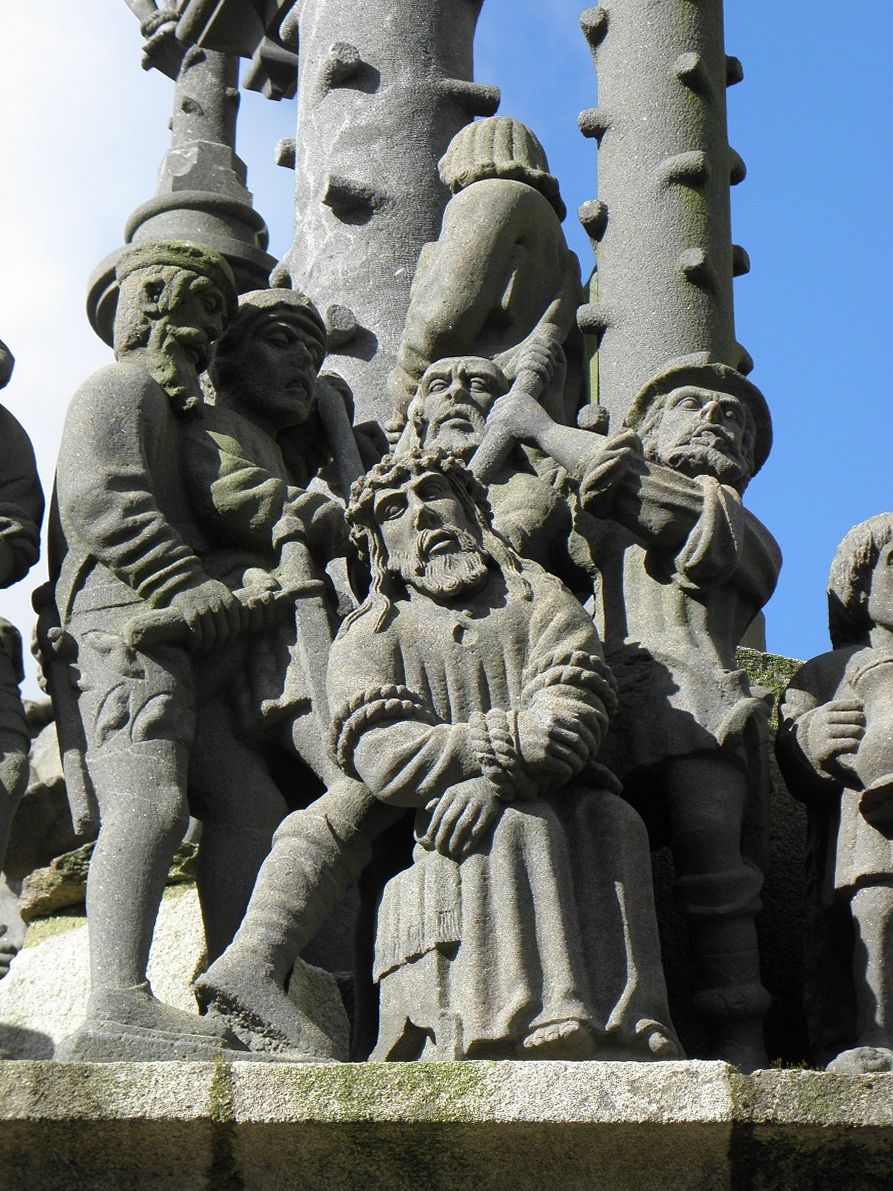
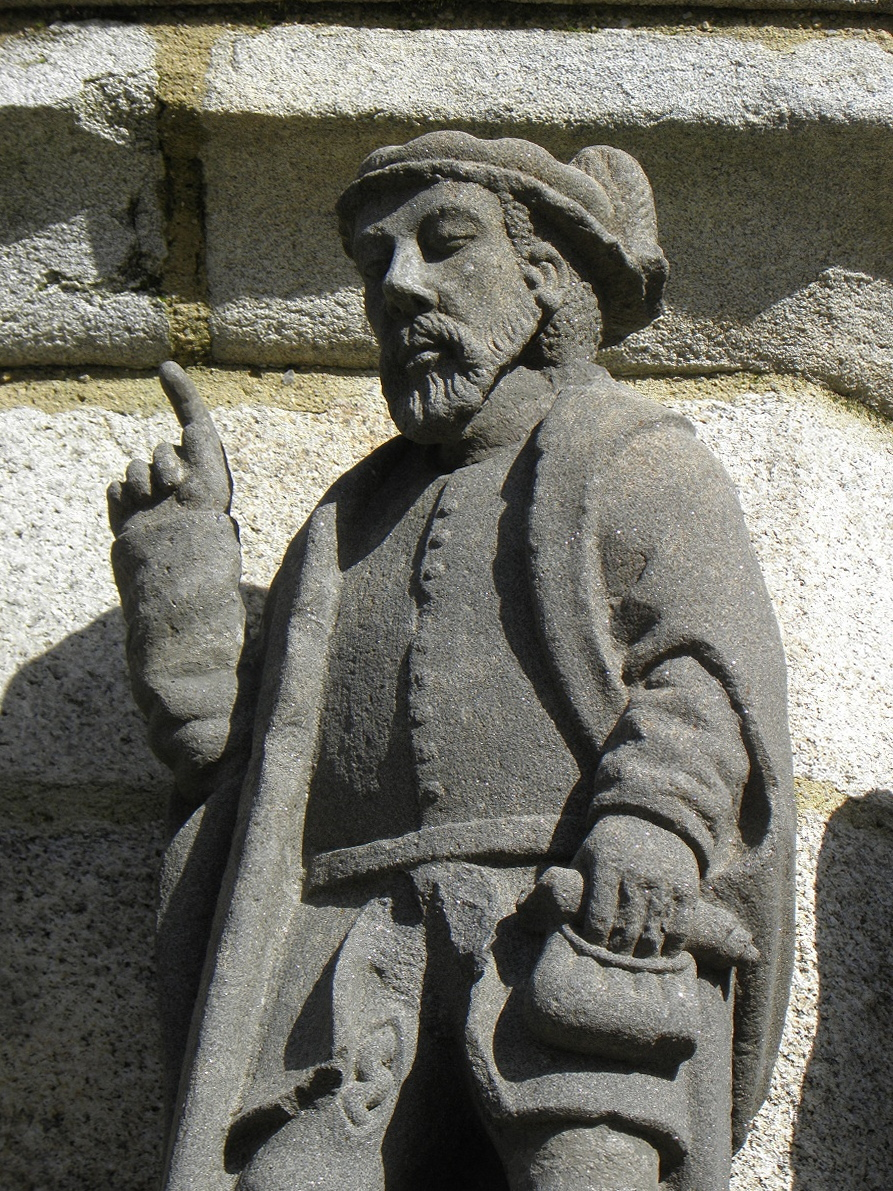

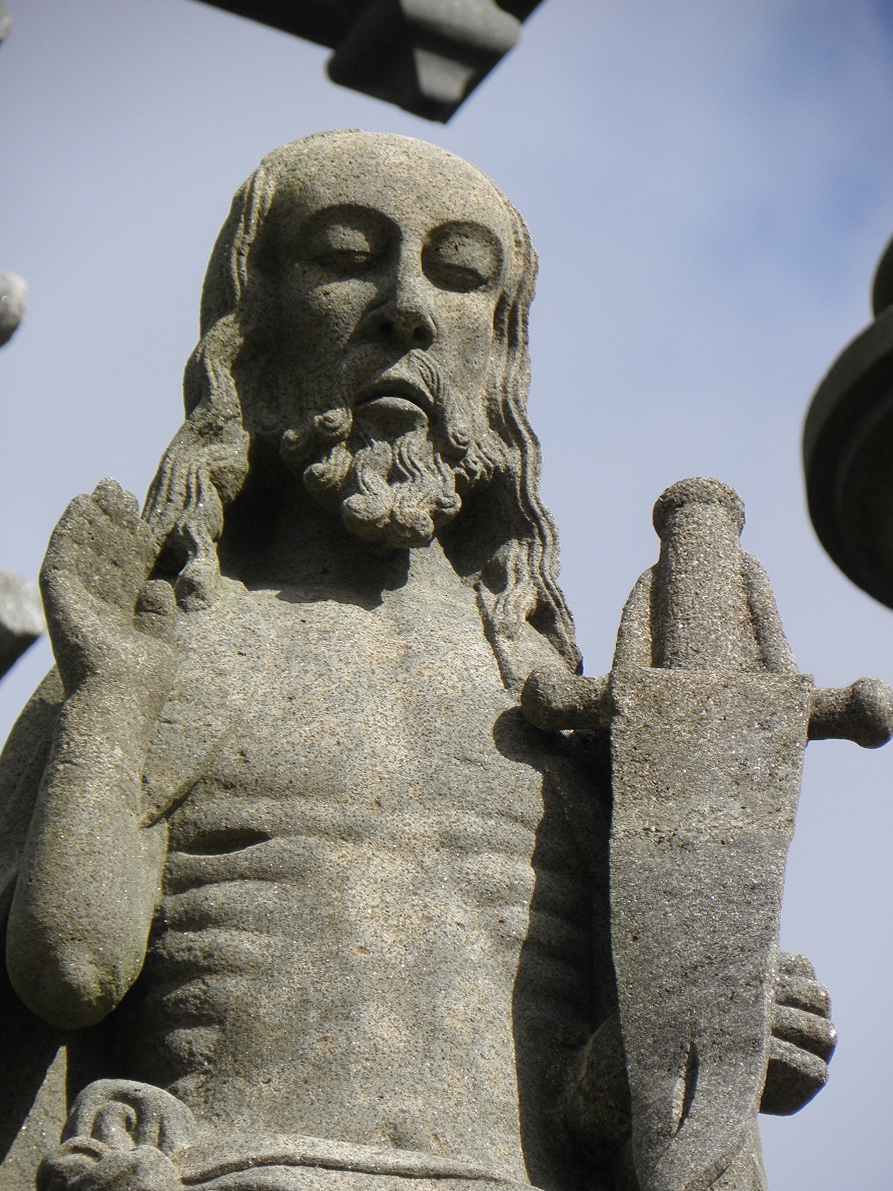
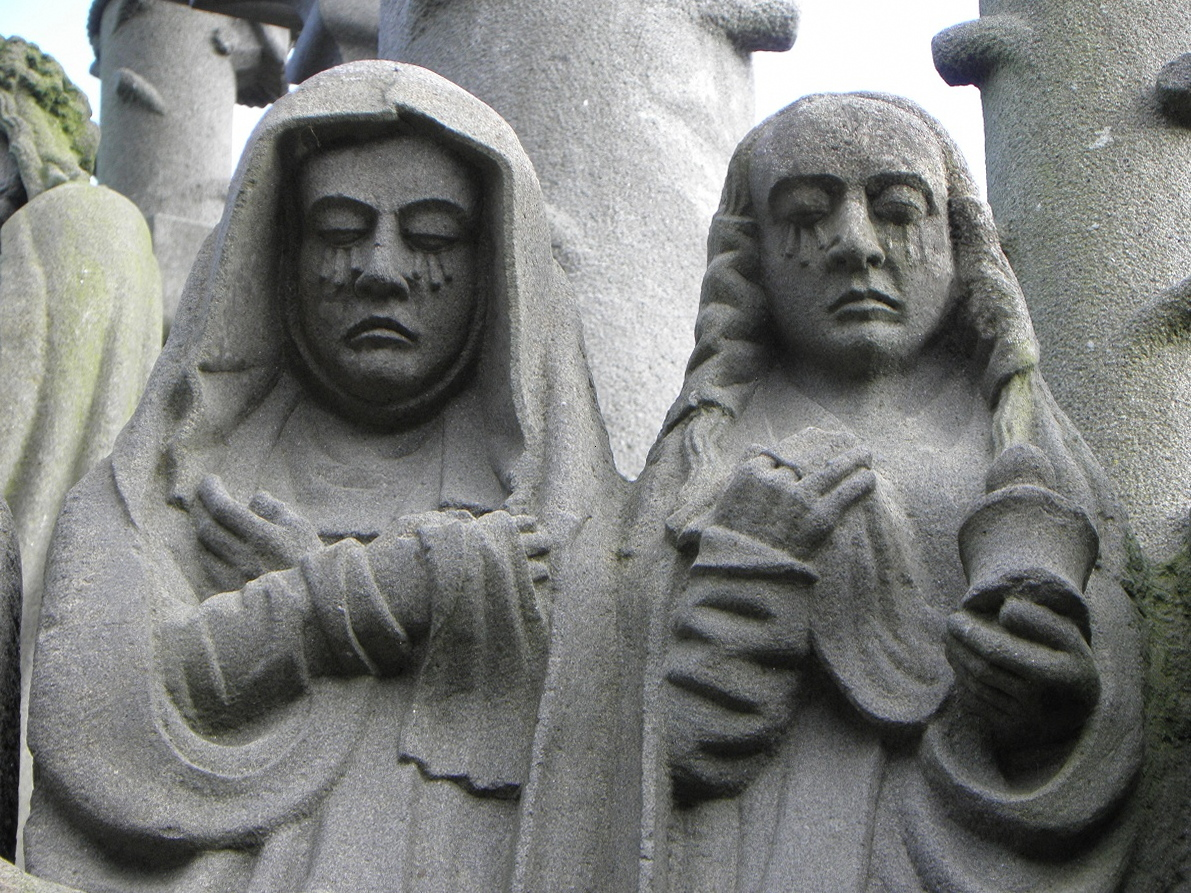
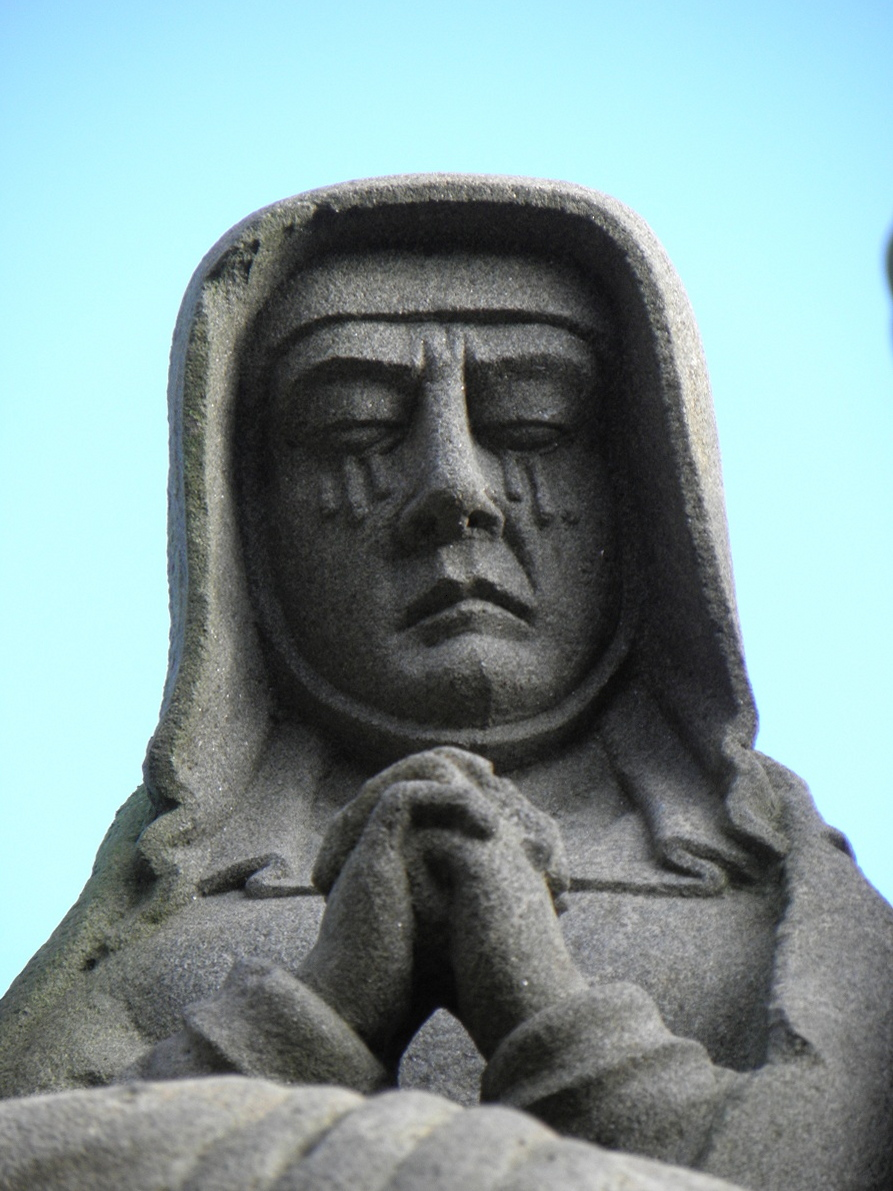
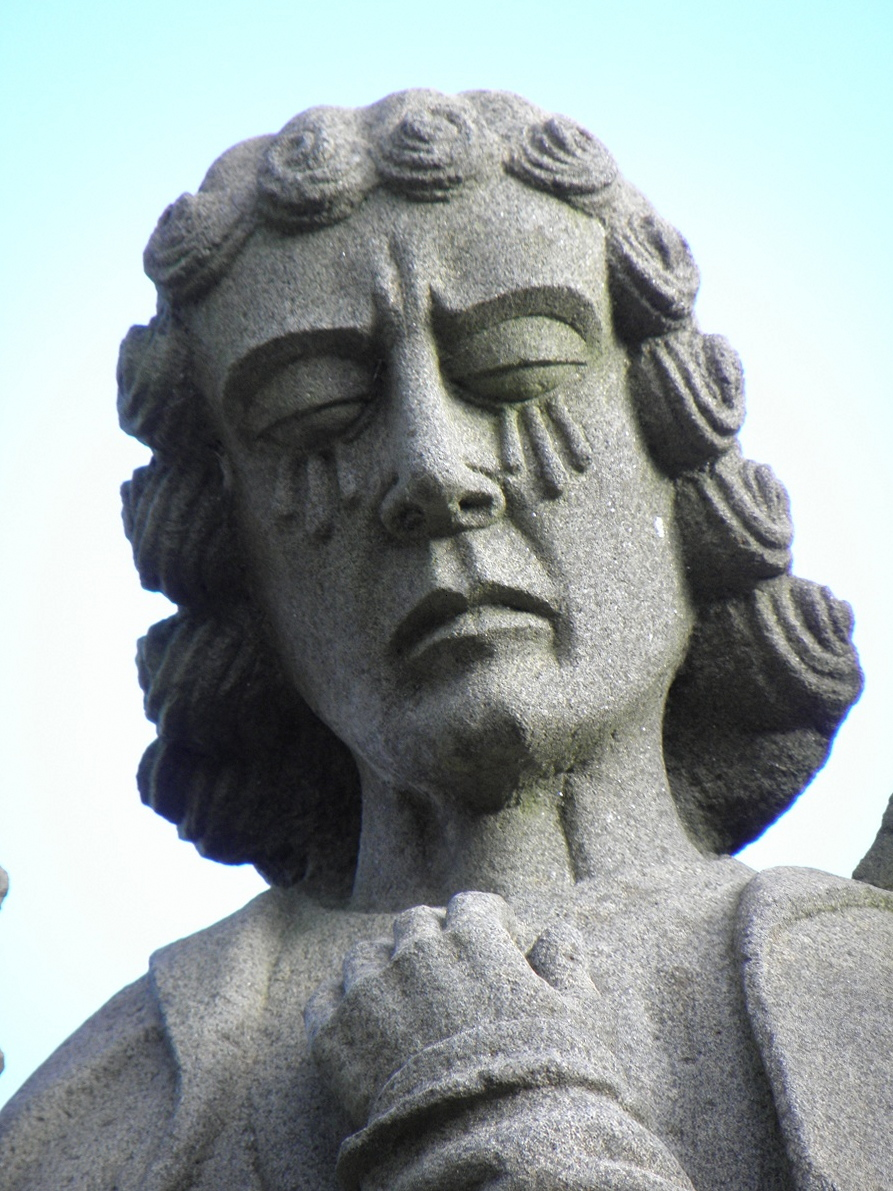
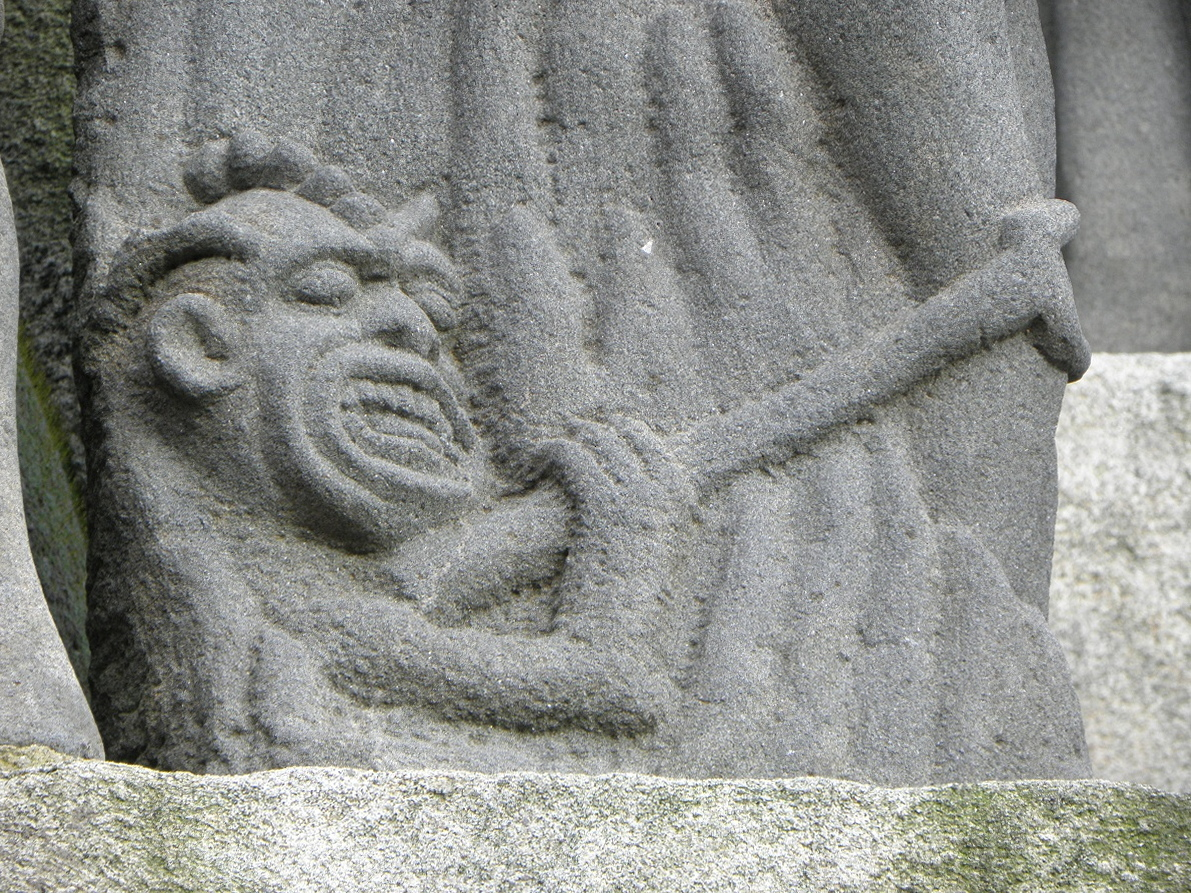

La chiesa di Sant'Ivo è stata realizzata in granito.
Le facciate della chiesa sono decorate dalle figure di vari santi, quali Santa Barbara, San Giuseppe e San Giovanni Battista nella facciata nord, Sant'Ivo, Sant'Anna, San Francesco d'Assisi e la Vergine Maria nella facciata sud.

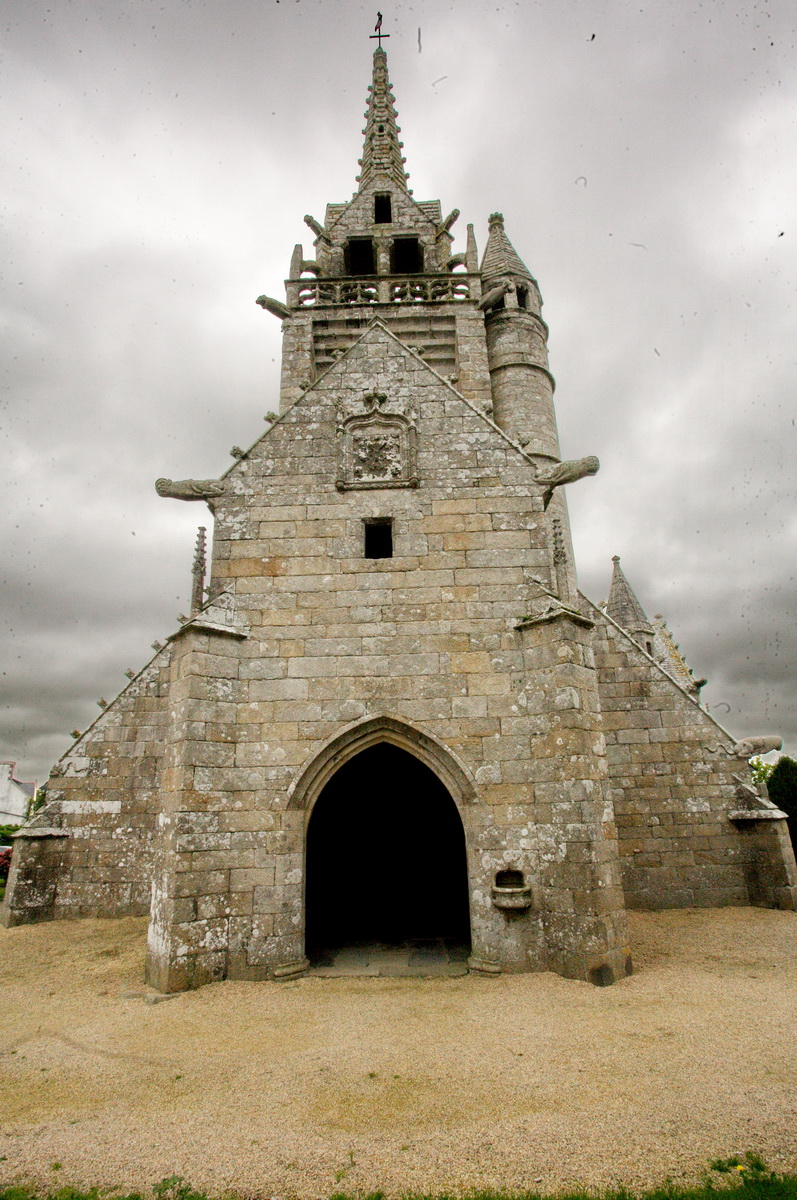
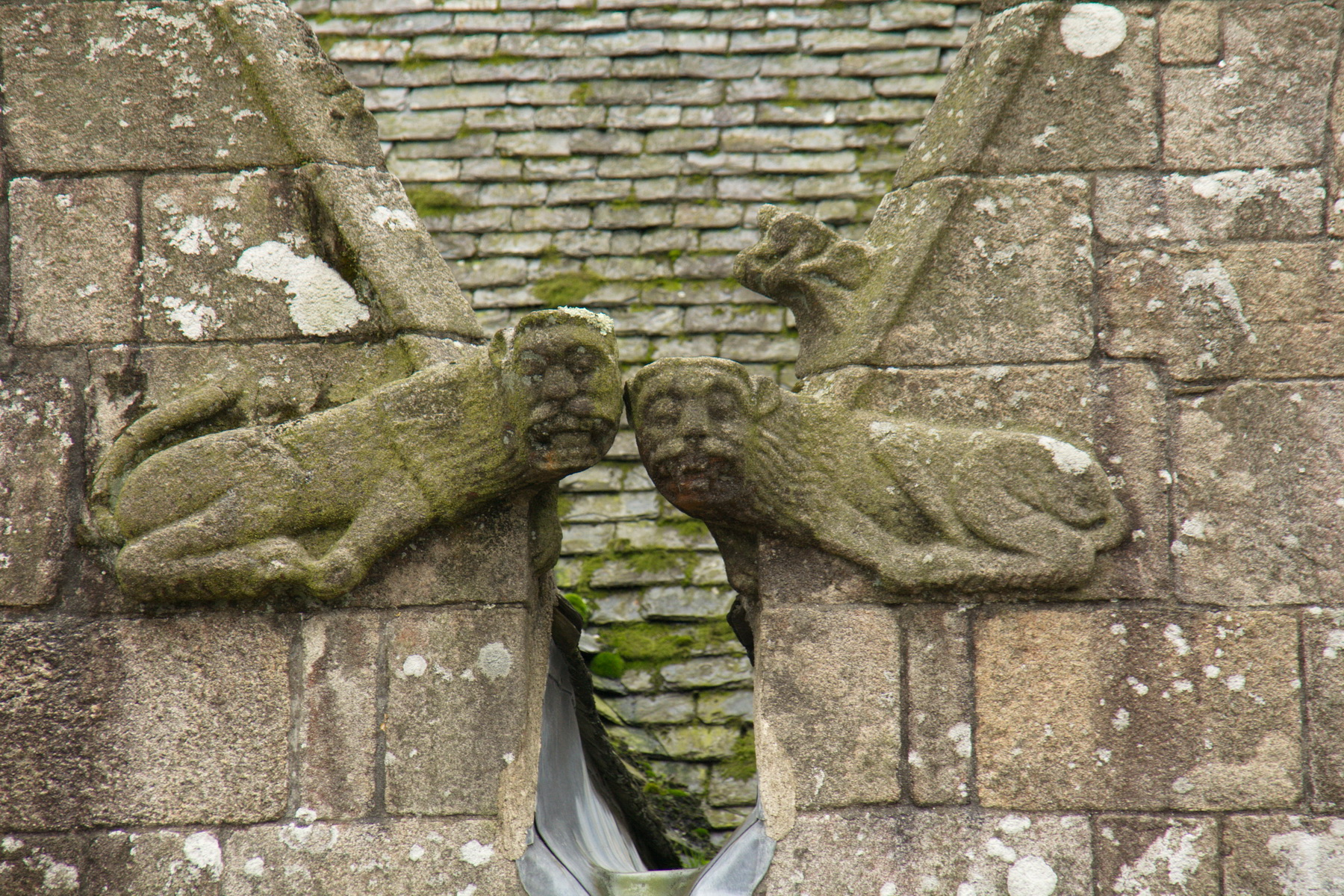
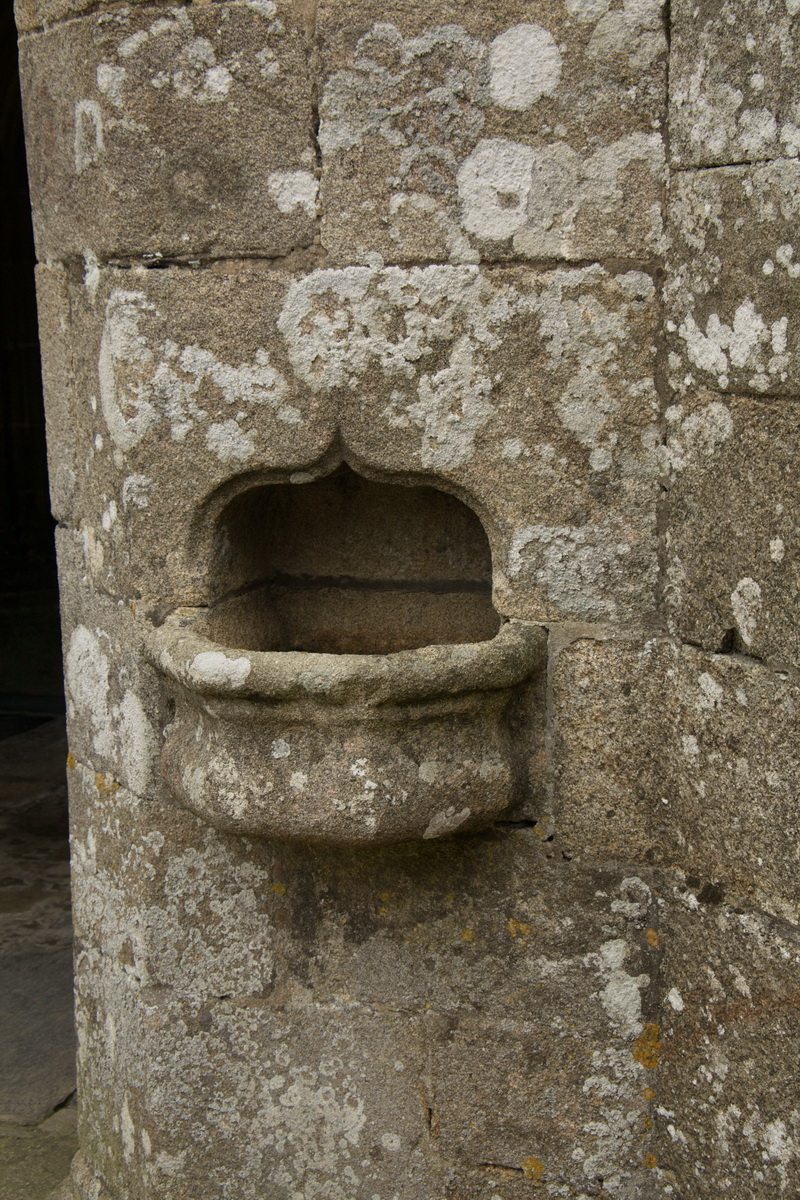

## Calvario
Nel complesso parrocchiale di Plougonven si trova il secondo calvario più antico della Bretagna dopo quello di Tronoën:  fu realizzato nel 1554 da due artisti di nome Bastien e Henry Prigent (come confermerebbe un'incisione sulla croce). Fu eretto nuovamente tra nel 1810 o 1814, dopo essere stato rimosso durante il Terrore, e restaurato nel 1897 da Yann Larc'hantec.

### Descrizione
Il calvario di Plougonven presenta un piano ottagonale dell'altezza di 4 metri e due piani dell'altezza di 1,70 m ed è decorato con circa un centinaio di figure
In cima al calvario si trova Gesù crocifisso con accanto i due ladroni e due soldati. Al di sotto di questa scultura è raffigurata la sepoltura di Gesù.
Sotto la croce si può leggere la seguente iscrizione:
et Monseigneur St.- Yves. Pries Dieu pour les trespassés»
Nel primo livello sono raffigurate: l'Annunciazione, la Visitazione e la Nascita di Gesù, l'Adorazione dei Magi, Gesù al Tempio, il battesimo di Gesù, la tentazione nel deserto, l'arresto di Gesù e Sant'Ivo tra due peccatori.
Nel secondo livello sono invece raffigurate: la flagellazione, Gesù coronato di spine, Gesù davanti a Ponzio Pilato, Veronica e le sante donne di Gerusalemme, Gesù che porta la croce, la sepoltura di Gesù, la visita di Gesù ai giusti negli Inferi e la Resurrezione di Gesù.
Tra le raffigurazioni particolari del calvario di Plougonven, vi è quella della testa di Cristo sul fazzoletto di Veronica.

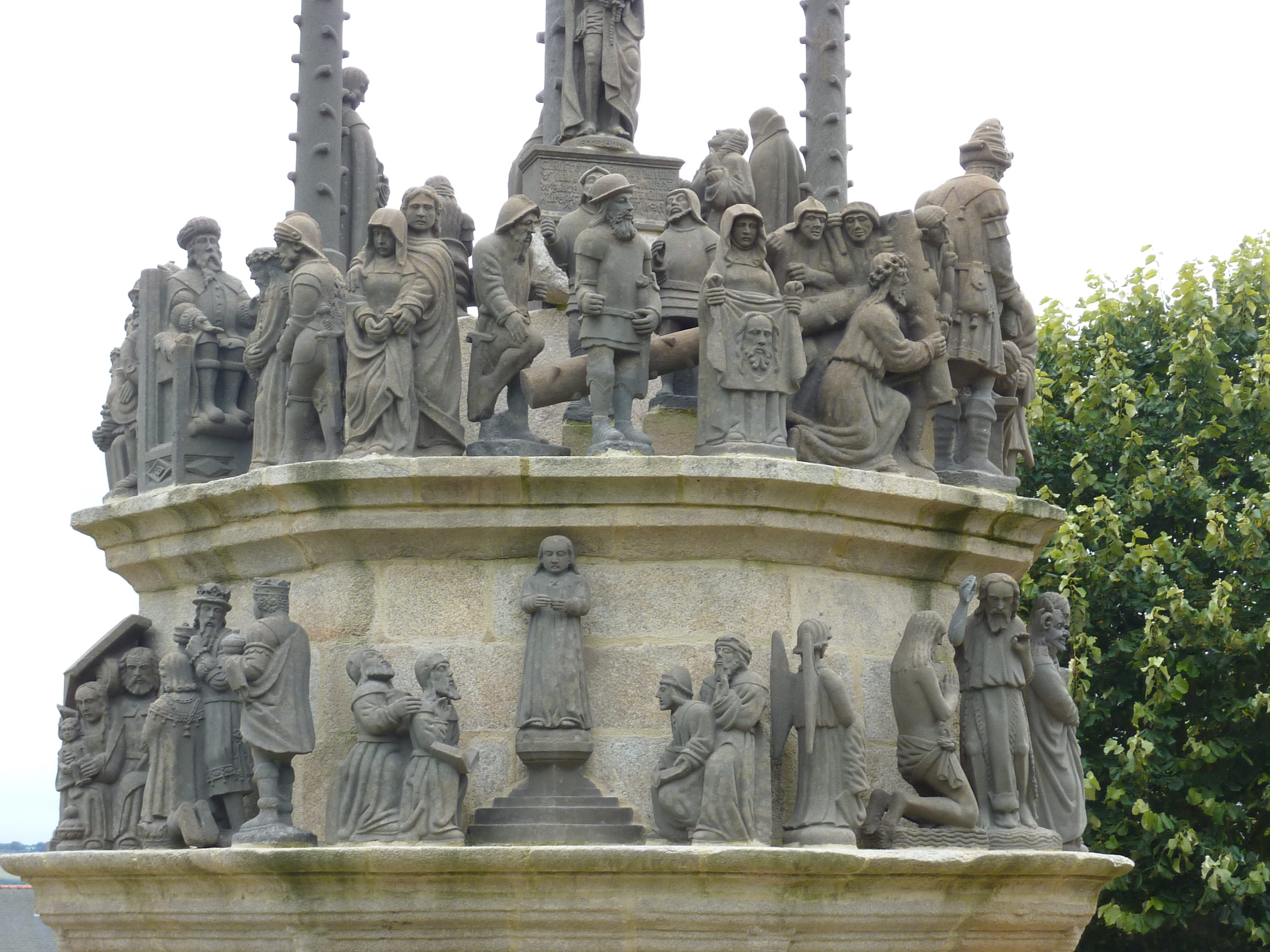
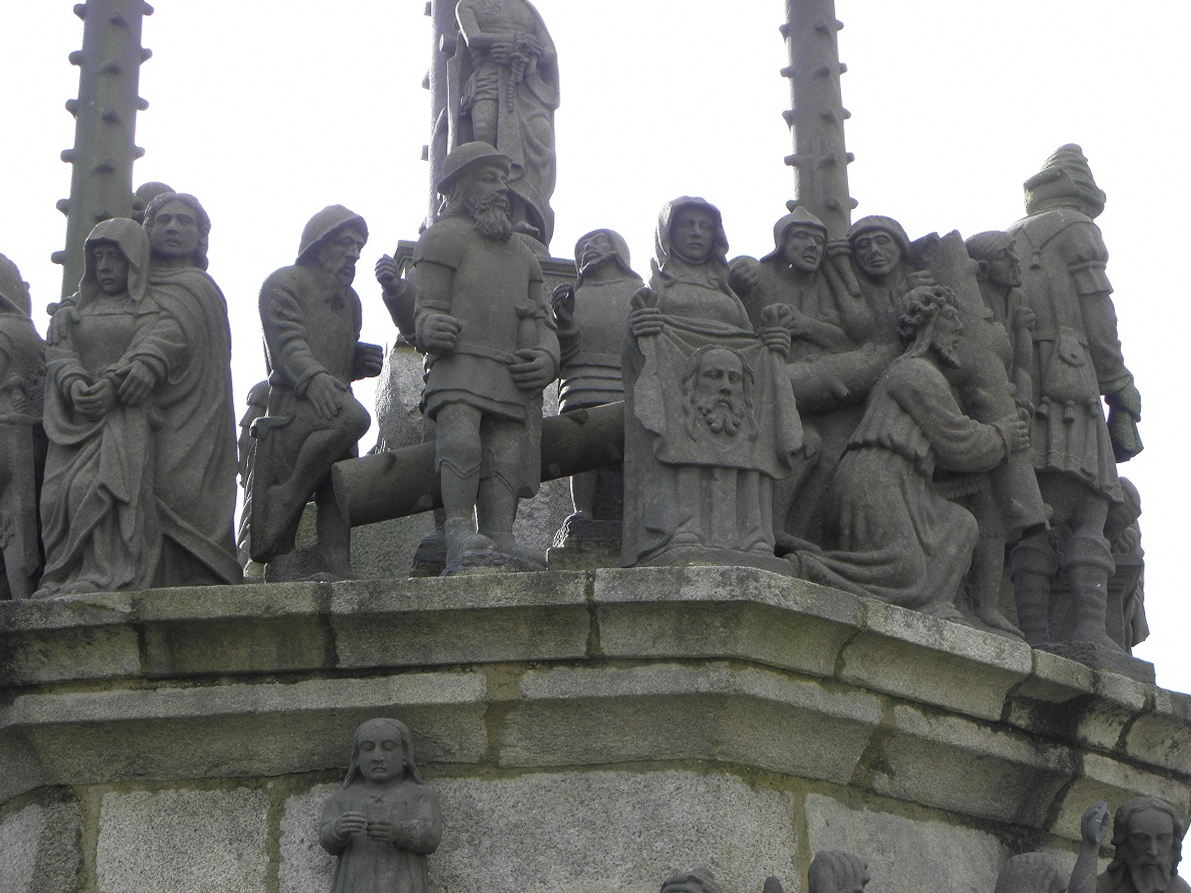
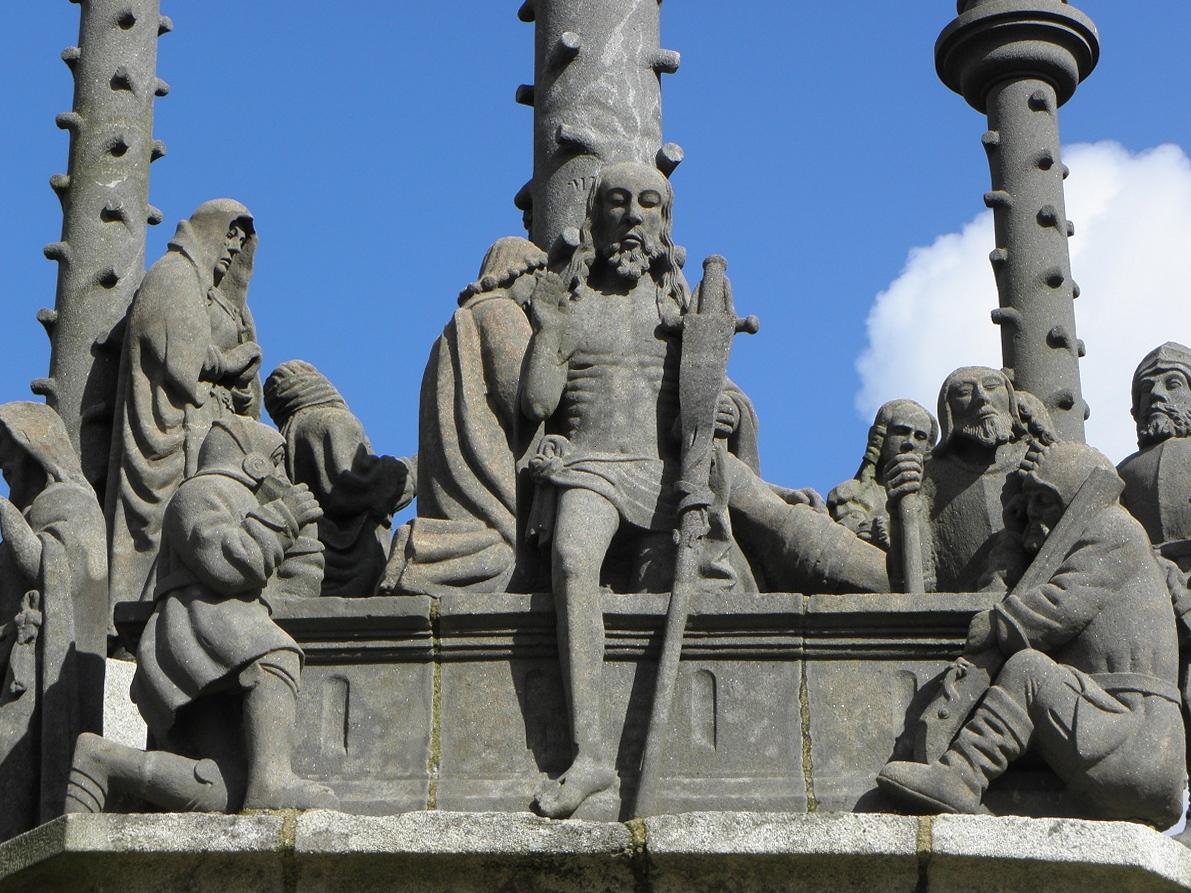
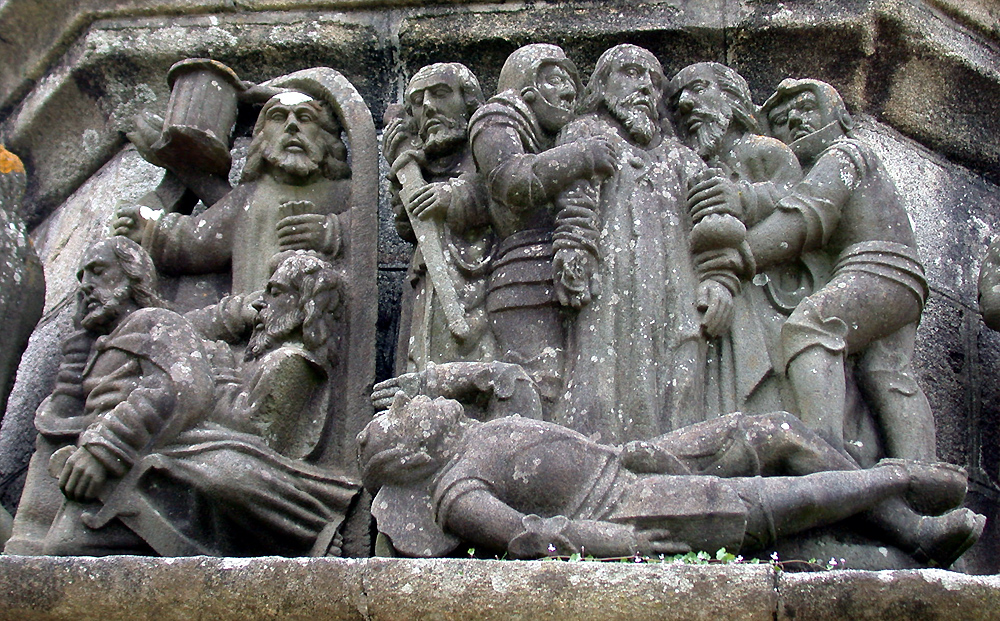

## Cappella di Cristo
Altro elemento degno di nota del complesso è la cappella di Cristo, risalente almeno al 1432  e rifatta tra il 1745 e il 1746.
La cappella conteneva varie statue, alcune delle quali sono state in seguito trasferite all'interno della chiesa.

## Cappella funeraria
La cappella funeraria del complesso parrocchiale di Plougonven risale all'inizio del XVI secolo.
A pianta rettangolare, presenta dei fortoni irti ed è decorata con gargolle raffiguranti delle teste di leone.
Cessò la sua funzione originaria di ossario nel 1884. Il 28 settembre di quell'anno, infatti, i resti mortali che conteneva (almeno 400 teschi) furono trasferiti in una fossa comune.